# Богдановка (Краснинский район)
Богдановка — деревня в Краснинском районе Смоленской области России. Входит в состав Малеевского сельского поселения. Население — 2 жителя (2007 год).
Расположена в западной части области в 19 км к югу от Красного, в 20 км южнее автодороги Р135 (Смоленск — Красный — Гусино), на берегу реки Драгонка, немного западнее села Викторовка. В 38 км северо-западнее деревни расположена железнодорожная станция Гусино на линии Москва — Минск.

## История
В годы Великой Отечественной войны деревня была оккупирована гитлеровскими войсками в июле 1941 года, освобождена в сентябре 1943 года.. С 2004 по 2023 годы входило в состав Викторовского сельского поселения. С 2023 года в составе Малеевского сельского поселения.